# Sergi Roberto
Roberto  Carnicer est un nom espagnol. Le premier nom de famille, en général paternel, est Roberto ; le second, en général maternel, souvent omis, est Carnicer.
Sergi Roberto Carnicer, appelé plus communément Sergi Roberto, né le 7 février 1992 à Reus (province de Tarragone, Espagne) est un footballeur international espagnol qui évolue au poste de latéral droit ou milieu central au Como 1907.
Le 10 novembre 2010, Pep Guardiola le fait débuter avec l'équipe première du FC Barcelone face à l'AD Ceuta. Milieu défensif de formation, il s'installe progressivement au poste de latéral droit notamment après le départ de Dani Alves en 2016, puis finit par devenir titulaire indiscutable à la suite de son but inscrit contre le Paris Saint Germain lors des 8e de finale. La même année, il débute en équipe d'Espagne sous les ordres de Vicente del Bosque.
En août 2023, le joueur “Made in La Masia”, devient capitaine du club pour sa dernière saison en Catalogne.

## Biographie

### Formation et débuts
Le joueur catalan a rejoint La Masia et les équipes de jeunes du FC Barcelone en 2006 à l'âge de 14 ans en provenance du voisin catalan, le Gimnàstic Tarragone.

### Carrière en club

#### FB Barcelone (2009-2024)

##### Premiers pas avec le FC Barcelone

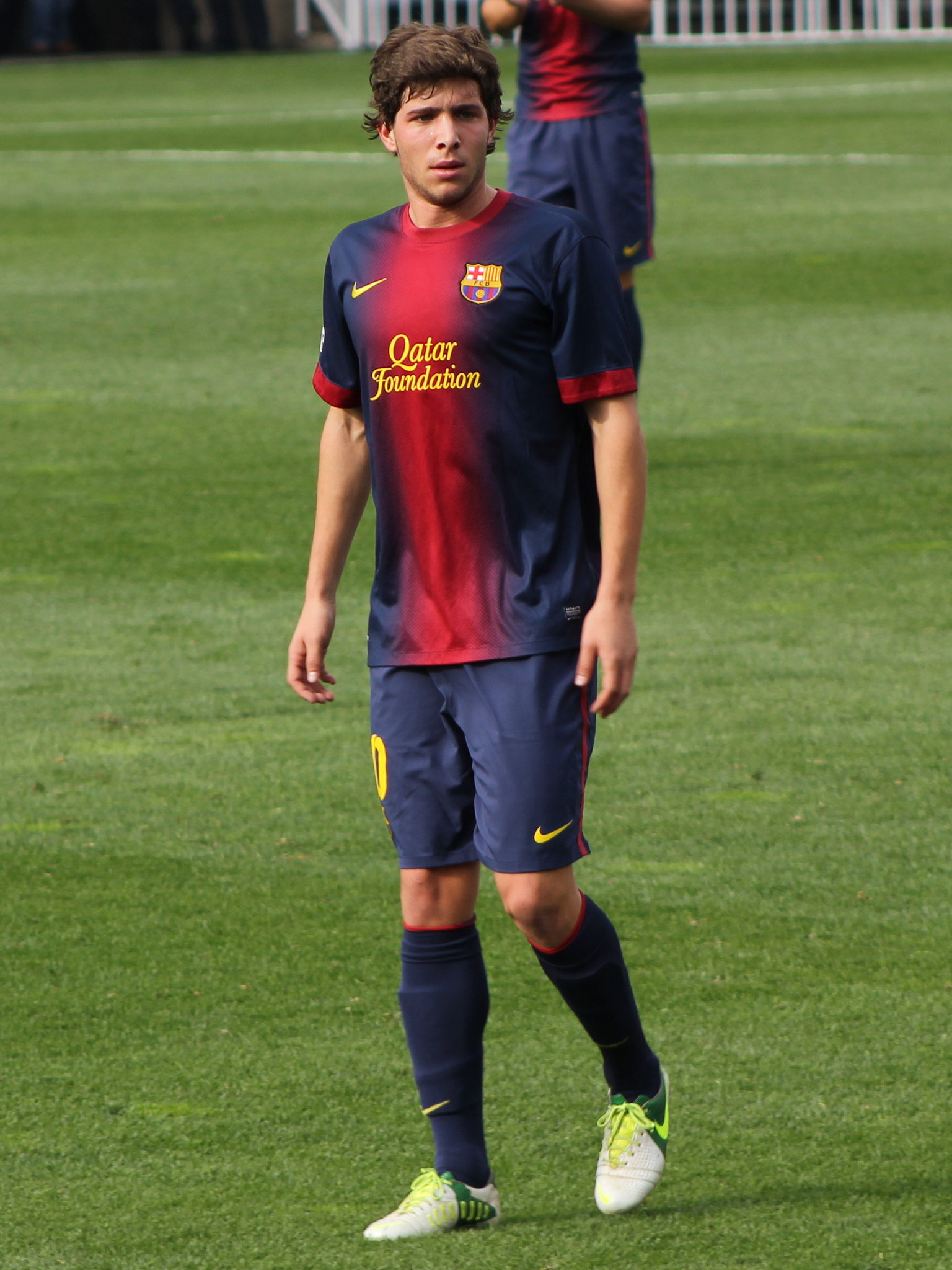
Sergi Roberto avec l'équipe B en 2012.

Au cours de la saison 2009-2010 de Segunda B, à seulement 17 ans, il a régulièrement joué avec l'équipe B du FC Barcelone, prenant part à 22 matchs et contribuant grandement à la montée en Liga Adelante.
Le 10 novembre 2010, Sergi Roberto fait ses débuts pour l'équipe première du Barça, entrant en jeu lors de la victoire du club 5-1 contre l'AD Ceuta en Coupe du Roi.
Pep Guardiola dit de lui que c'est « un joueur promis à un très bel avenir. Luis Enrique lui a donné de la confiance et il est maintenant un joueur clé pour le Barça B. C'est un footballeur qui apporte quelque chose de différent, c'est un fin dribbleur et il déséquilibre souvent les défenses. C'est un gars formidable et il a de grandes chances d'atterrir en équipe première. ».
Roberto poursuit sa saison en Liga Adelante jusqu'au 15 janvier 2011 où il se blesse après une action de grande classe ponctuée par un but. Sergi Roberto est indisponible pendant environ un mois.
Le 27 avril 2011, il fait sa première apparition en Ligue des champions en remplaçant David Villa dans les arrêts de jeu de la demi-finale aller qui voit le FC Barcelone s'imposer 2 à 0 sur le terrain du Real Madrid.
Peu après, le 21 mai 2011, il fait ses débuts en première division lors de la dernière journée de la saison 2010-2011 face au Málaga CF. Il joue l'intégralité de ce match et participe à la victoire de son équipe en délivrant une passe décisive pour Ibrahim Afellay. Barcelone s'impose par trois buts à un.
Le 24 août 2011, Roberto signe un nouveau contrat le liant au FC Barcelone jusqu'en 2015. Le 6 décembre 2011, il inscrit son premier but en Ligue des champions face au BATE Borisov, lors d'un match que les Barcelonais remportent par quatre buts à zéro.
Roberto intègre définitivement l'effectif de l'équipe première de Barcelone à partir de la saison 2013-2014 et dispute un total de vingt-sept matchs toutes compétitions confondues.
Lors de la saison 2014-2015, le nouvel entraîneur Luis Enrique le fait jouer dans une position plus défensive.

##### Confirmation et titulaire blaugrana
C'est lors de la saison 2015-2016 que Roberto s'impose comme un élément important du Barça grâce à des performances de haut niveau, aussi bien dans la position de latéral droit (lorsque Dani Alves est indisponible) que d'ailier ou au milieu du terrain. Enrique profite de sa polyvalence pour le faire jouer à sept postes différents au cours de la saison.
Le 20 août 2016, lors de la reprise du championnat, il est titulaire lors du match contre le Betis Séville. Il réussit un premier match excellent avec notamment deux passes décisives à l'adresse des deux attaquants vedettes, Luis Suárez et Lionel Messi.
Le 8 mars 2017, Roberto inscrit le sixième et dernier but des Blaugranas face au Paris Saint-Germain au bout du temps additionnel lors des huitièmes de finale retour de Ligue des champions, une réalisation décisive qui permet aux Catalans d'effectuer une remontada historique (6-1) et de se qualifier pour les quarts de finale après avoir pourtant lourdement perdu le match aller à l'extérieur (0-4).
Le 20 août 2017, Roberto marque son premier but en Liga contre le Betis Séville et contribue à une victoire 2-0. Le 23 septembre 2017, il joue son 100e match en première division face au Gérone FC (victoire 3 à 0). Au mois de février 2018, Roberto prolonge son contrat jusqu'en 2022,. En mai, lors du Clásico, il effectue une bonne entame de match en délivrant une passe décisive pour Luis Suárez. Néanmoins, coupable d'une geste d'humeur sur Marcelo, il reçoit un carton rouge,. Il est sanctionné de quatre matchs de suspension.
En juin 2022, à la suite d'une saison perturbée par des blessures, il prolonge son contrat d'un an avec le club catalan, assorti d'une diminution de salaire.
Sergi Roberto devient capitaine du Barça en 2023-2024. Alors que son contrat avec le Barça approche de son terme, il refuse, pendant la saison 2023-2024, une offre juteuse en provenance d'Arabie saoudite (Al-Qadsiah), de peur que sa femme israélienne se sente mal à l'aise dans ce pays arabe après les attaques du 7 octobre et la guerre entre Israël et le Hamas. Durant la saison, l'entraîneur Xavi souhaite que le club prolonge le contrat du joueur. Cependant, celui-ci est remplacé en fin de saison par Hansi Flick qui a un avis contraire concernant Sergi Roberto. Le joueur annonce son départ du club catalan en août 2024, après 14 saisons. "Le Barça est et sera le club de ma vie", a-t-il déclaré avec beaucoup d'émotion dans son discours de départ.

#### Arrivée à Côme (2024-)
Quelques jours après son départ du FC Barcelone, le 22 août 2024, l'arrivée de Sergi Roberto au Como 1907 est officialisée. Il découvre ainsi la Serie A, où il est entraîné par son ancien co-équiper Cesc Fàbregas. Il dispose d'un contrat de deux saisons avec le club italien.

### Carrière internationale avec l'Espagne
En octobre 2009, peu après avoir fait ses débuts avec le Barça B, Sergi Roberto est convoqué avec l'équipe espagnole des moins de 17 ans pour la Coupe du monde de football des moins de 17 ans 2009 au Nigeria.
Le 5 novembre, avant d'être remplacé par Javier Espinosa à la 88e minute, il marque un hat-trick contre le Burkina Faso au stade Sani Abacha à Kano. L'Espagne a finalement terminé troisième du tournoi.
En juillet 2011, il est sélectionné pour jouer le Championnat du monde des moins de 20 ans qui se dispute en Colombie.
En mars 2016, il est sélectionné pour la première fois par Vicente del Bosque. Il honore sa première sélection le 27 mars 2016 lors d'un match amical face à la Roumanie (0-0). Il inscrit son premier but avec la Roja le 5 septembre 2016 face au Liechtenstein en match qualificatif pour la Coupe du monde 2018 (victoire 8 à 0). Malgré un bon exercice 2017-2018, Roberto n'est pas sélectionné par Julen Lopetegui pour disputer la Coupe du monde 2018 en Russie qui voit l'Espagne être éliminée en huitièmes de finale contre la Russie.

### Profil du joueur
Technique et travailleur, le milieu de terrain est un excellent relayeur. Son intelligence de jeu lui permet de voir plus facilement les déplacements de ses coéquipiers. Roberto est également fort physiquement. Sa grande polyvalence lui permet de jouer à presque tous les postes. Au cours de la saison 2015-2016, il joue à sept postes différents.

## Statistiques

### Club
| Saison                | Club                  | Championnat           | Championnat | Championnat | Championnat | Coupe(s) nationale(s) | Coupe(s) nationale(s) | Coupe(s) nationale(s) | Supercoupe | Supercoupe | Supercoupe | Compétition(s) continentale(s) | Compétition(s) continentale(s) | Compétition(s) continentale(s) | Compétition(s) continentale(s) | Supercoupe UEFA | Supercoupe UEFA | Supercoupe UEFA | Coupe du monde des clubs | Coupe du monde des clubs | Coupe du monde des clubs | Barrages | Barrages | Barrages | Total | Total | Total |
| Saison                | Club                  | Division              | M.          | B.          | P.d.        | M.                    | B.                    | P.d.                  | M.         | B.         | P.d.       | Comp.                          | M.                             | B.                             | P.d.                           | M.              | B.              | P.d.            | M.                       | B.                       | P.d.                     | M.       | B.       | P.d.     | M.    | B.    | P.d.  |
| 2009-2010             | FC Barcelone B        | Segunda División B    | 23          | 0           | 0           | -                     | -                     | -                     | -          | -          | -          | -                              | -                              | -                              | -                              | -               | -               | -               | -                        | -                        | -                        | 6        | 0        | 0        | 29    | 0     | 0     |
| 2010-2011             | FC Barcelone B        | Segunda División      | 26          | 2           | 2           | -                     | -                     | -                     | -          | -          | -          | -                              | -                              | -                              | -                              | -               | -               | -               | -                        | -                        | -                        | -        | -        | -        | 26    | 2     | 2     |
| 2011-2012             | FC Barcelone B        | Segunda División      | 28          | 4           | 2           | -                     | -                     | -                     | -          | -          | -          | -                              | -                              | -                              | -                              | -               | -               | -               | -                        | -                        | -                        | -        | -        | -        | 28    | 4     | 2     |
| 2012-2013             | FC Barcelone B        | Segunda División      | 23          | 1           | 2           | -                     | -                     | -                     | -          | -          | -          | -                              | -                              | -                              | -                              | -               | -               | -               | -                        | -                        | -                        | -        | -        | -        | 23    | 1     | 2     |
| Sous-total            | Sous-total            | Sous-total            | 100         | 7           | 6           | -                     | -                     | -                     | -          | -          | -          | -                              | -                              | -                              | -                              | -               | -               | -               | -                        | -                        | -                        | 6        | 0        | 0        | 106   | 7     | 6     |
| 2010-2011             | FC Barcelone          | Liga                  | 1           | 0           | 1           | 1                     | 0                     | 0                     | 0          | 0          | 0          | C1                             | 1                              | 0                              | 0                              | -               | -               | -               | -                        | -                        | -                        | -        | -        | -        | 3     | 0     | 1     |
| 2011-2012             | FC Barcelone          | Liga                  | 1           | 0           | 0           | 2                     | 1                     | 1                     | 0          | 0          | 0          | C1                             | 1                              | 1                              | 0                              | -               | -               | -               | -                        | -                        | -                        | -        | -        | -        | 4     | 2     | 1     |
| 2012-2013             | FC Barcelone          | Liga                  | 1           | 0           | 0           | 3                     | 0                     | 1                     | 0          | 0          | 0          | C1                             | 1                              | 0                              | 0                              | -               | -               | -               | -                        | -                        | -                        | -        | -        | -        | 5     | 0     | 1     |
| 2013-2014             | FC Barcelone          | Liga                  | 17          | 0           | 0           | 6                     | 0                     | 0                     | 0          | 0          | 0          | C1                             | 4                              | 0                              | 0                              | -               | -               | -               | -                        | -                        | -                        | -        | -        | -        | 27    | 0     | 0     |
| 2014-2015             | FC Barcelone          | Liga                  | 12          | 0           | 0           | 4                     | 2                     | 2                     | -          | -          | -          | C1                             | 2                              | 0                              | 0                              | -               | -               | -               | -                        | -                        | -                        | -        | -        | -        | 18    | 2     | 2     |
| 2015-2016             | FC Barcelone          | Liga                  | 31          | 0           | 5           | 6                     | 0                     | 1                     | 1          | 0          | 0          | C1                             | 8                              | 1                              | 0                              | 1               | 0               | 0               | 2                        | 0                        | 0                        | -        | -        | -        | 49    | 1     | 6     |
| 2016-2017             | FC Barcelone          | Liga                  | 32          | 0           | 6           | 6                     | 0                     | 0                     | 1          | 0          | 0          | C1                             | 8                              | 1                              | 0                              | -               | -               | -               | -                        | -                        | -                        | -        | -        | -        | 47    | 1     | 6     |
| 2017-2018             | FC Barcelone          | Liga                  | 30          | 1           | 7           | 8                     | 0                     | 1                     | 2          | 0          | 0          | C1                             | 8                              | 0                              | 0                              | -               | -               | -               | -                        | -                        | -                        | -        | -        | -        | 48    | 1     | 8     |
| 2018-2019             | FC Barcelone          | Liga                  | 29          | 0           | 7           | 6                     | 1                     | 0                     | 0          | 0          | -          | C1                             | 9                              | 0                              | 0                              | -               | -               | -               | -                        | -                        | -                        | -        | -        | -        | 44    | 1     | 7     |
| 2019-2020             | FC Barcelone          | Liga                  | 30          | 1           | 2           | 2                     | 0                     | 0                     | 1          | 0          | 0          | C1                             | 6                              | 0                              | 0                              | -               | -               | -               | -                        | -                        | -                        | -        | -        | -        | 39    | 1     | 2     |
| 2020-2021             | FC Barcelone          | Liga                  | 13          | 1           | 3           | 2                     | 0                     | 0                     | -          | -          | -          | C1                             | 3                              | 0                              | 0                              | -               | -               | -               | -                        | -                        | -                        | -        | -        | -        | 18    | 1     | 3     |
| 2021-2022             | FC Barcelone          | Liga                  | 9           | 2           | 1           | 0                     | 0                     | 0                     | -          | -          | -          | C1                             | 3                              | 0                              | 0                              | -               | -               | -               | -                        | -                        | -                        | -        | -        | -        | 12    | 2     | 1     |
| 2022-2023             | FC Barcelone          | Liga                  | 23          | 4           | 0           | 3                     | 0                     | 0                     | 2          | 0          | 0          | C1+C3                          | 3+2                            | 0+0                            | 2+0                            | -               | -               | -               | -                        | -                        | -                        | -        | -        | -        | 33    | 4     | 2     |
| 2023-2024             | FC Barcelone          | Liga                  | 14          | 3           | 2           | 3                     | 0                     | 0                     | 2          | 0          | 0          | C1                             | 5                              | 0                              | 1                              | -               | -               | -               | -                        | -                        | -                        | -        | -        | -        | 24    | 3     | 3     |
| Sous-total            | Sous-total            | Sous-total            | 245         | 12          | 34          | 52                    | 4                     | 6                     | 9          | 0          | 0          | -                              | 64                             | 3                              | 3                              | 1               | 0               | 0               | 2                        | 0                        | 0                        | -        | -        | -        | 373   | 19    | 43    |
| 2024-2025             | Côme                  | Serie A               | 6           | 0           | 1           | 0                     | 0                     | 0                     | -          | -          | -          | -                              | -                              | -                              | -                              | -               | -               | -               | -                        | -                        | -                        | -        | -        | -        | 6     | 0     | 1     |
| Sous-total            | Sous-total            | Sous-total            | 6           | 0           | 1           | 0                     | 0                     | 0                     | 0          | 0          | 0          | -                              | 0                              | 0                              | 0                              | 0               | 0               | 0               | 0                        | 0                        | 0                        | -        | -        | -        | 6     | 0     | 1     |
| Total sur la carrière | Total sur la carrière | Total sur la carrière | 351         | 19          | 41          | 52                    | 4                     | 6                     | 9          | 0          | 0          | -                              | 64                             | 3                              | 3                              | 1               | 0               | 0               | 2                        | 0                        | 0                        | 6        | 0        | 0        | 485   | 26    | 50    |

### En sélection
| Sélection | Année | Statistiques | Statistiques |
| Sélection | Année | Matchs       | Buts         |
| --------- | ----- | ------------ | ------------ |
| Espagne   | 2016  | 3            | 1            |
| Espagne   | 2017  | 0            | 0            |
| Espagne   | 2018  | 2            | 0            |
| Espagne   | 2019  | 2            | 0            |
| Espagne   | 2020  | 3            | 0            |
| Espagne   | 2021  | 1            | 0            |
| Total     | Total | 11           | 1            |

### But international
|   | Date             | Sél. | Lieu                          | Adversaire    | Score | Résultat | Compétition                             | Détail |
| - | ---------------- | ---- | ----------------------------- | ------------- | ----- | -------- | --------------------------------------- | ------ |
| 1 | 5 septembre 2016 | 3    | Reino de León, León (Espagne) | Liechtenstein | 2-0   | 8-0      | Éliminatoires de la Coupe du monde 2018 | 55e    |

## Palmarès
| FC Barcelone (22) |
| --- |
| - Championnat d'Espagne (7) : - Champion : 2011, 2013, 2015, 2016, 2018, 2019 et 2023. - Vice-Champion : 2014, 2017 et 2020 - Coupe du Roi (6) : - Vainqueur : 2012, 2015, 2016, 2017, 2018 et 2021. - Finaliste : 2014 et 2019 - Supercoupe d'Espagne (5) : - Vainqueur : 2011, 2013, 2016, 2018 et 2023 - Finaliste : 2012, 2017, 2021 et 2024 - Ligue des champions (2) : - Vainqueur : 2011, 2015 - Supercoupe d'Europe (1) : - Vainqueur : 2015 - Coupe du monde des clubs de la FIFA (1) : - Vainqueur : 2015 |

## Vie privée
Depuis 2016, il entretient une relation avec un mannequin israélien. Ils sont mariés depuis 2018 et ont quatre enfants : une première fille, Kaya née le 8 novembre 2019, un fils Dylan né le 14 décembre 2021, et des jumeaux, May & Luca nés en octobre 2024.

### Engagement politique
Roberto a donné son soutien au référendum d'autodétermination catalan qui a eu lieu en 2017.